# 下北進駅

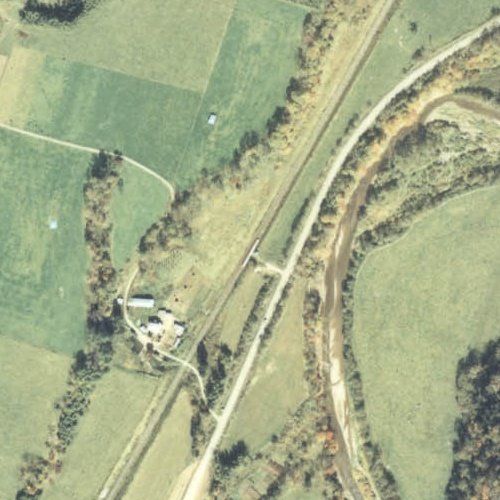
駅周辺を写した航空写真。画像中央が下北進駅、左下方向が白糠駅方面、右上方向が北進駅方面。

下北進駅（しもほくしんえき）は、北海道白糠郡白糠町上茶路にあった日本国有鉄道（国鉄）白糠線の駅（廃駅）である。白糠線の廃線に伴い1983年（昭和58年）10月23日に廃駅となった。

## 歴史
- 1972年（昭和47年）9月8日：日本国有鉄道白糠線上茶路駅 - 北進駅間延伸開通に伴い開業[1]。旅客のみ取扱い[1]。無人駅[2]。
- 1983年（昭和58年）10月23日：白糠線の廃線に伴い廃止となる[1]。

### 駅名の由来
北進駅の下手にあることによる命名とされる。建設工事実施計画認可時点での仮称は奥茶路（おくちゃろ）であった。

## 駅構造
廃止時点で、単式ホーム1面1線を有する地上駅であった。ホームは線路の東側（北進方面に向かって右手側）に存在した。開業時からの無人駅で駅舎はないが、ホーム中央の出入口附近に待合室を有した。

## 利用状況
乗車人員の推移は以下の通り。年間の値のみ判明している年度は日数割で算出した参考値を括弧書きで示す。出典が「乗降人員」となっているものについては1/2とした値を括弧書きで乗車人員の欄に示し、備考欄で元の値を示す。
| 年度               | 乗車人員（人） | 乗車人員（人） | 出典  | 備考             |
| 年度               | 年間           | 1日平均        | 出典  | 備考             |
| ------------------ | -------------- | -------------- | ----- | ---------------- |
| 1978年（昭和53年） |                | 4.0            | [ 6 ] |                  |
| 1981年（昭和56年） |                | (1.5)          | [ 5 ] | 1日乗降客数は3人 |

## 駅周辺
- 国道392号
- 茶路川

## 駅跡
草むらに埋もれた状態である。
また2010年（平成22年）時点では、駅跡の近くに「第二十二茶路川橋梁」などが残存している。2011年（平成23年）時点でも同様であった。

## 隣の駅
日本国有鉄道
白糠線
上茶路駅 - 下北進駅 - 北進駅